# Abadia no Carvalhal
A Abadia no Carvalhal (Alemão: Abtei im Eichwald) é uma pintura a óleo de Caspar David Friedrich.  Ela foi realizada entre 1809 e 1810 em Dresden e apresentada publicamente pela primeira vez junto com a pintura O Monge à Beira-Mar numa exibição da Akademie der Künste em 1810. Friedrich pediu que o quadro fosse colocado embaixo da O Monge à Beira-Mar.
Após a exibição, ambas as imagens foram compradas por Frederico Guilherme III, mas hoje se encontram lado a lado no Alte Nationalgalerie, Berlim.

## Descrição
Uma procissão de monges, alguns dos quais ostentando um caixão, dirige-se para o portão de uma arruinada igreja de estilo gótico, no centro da pintura. Apenas duas velas iluminam o caminho deles. Podemos perceber um caixão cavado para fora da neve, em primeiro plano, perto dos vários cruzamentos que compõe a imagem da pintura. O trecho inferior da foto está obscuro, semelhante às trevas — somente a parte alta das ruínas e as pontas das árvores são iluminadas pelo sol. Começa a aparecer uma lua crescente no céu.

## Produção

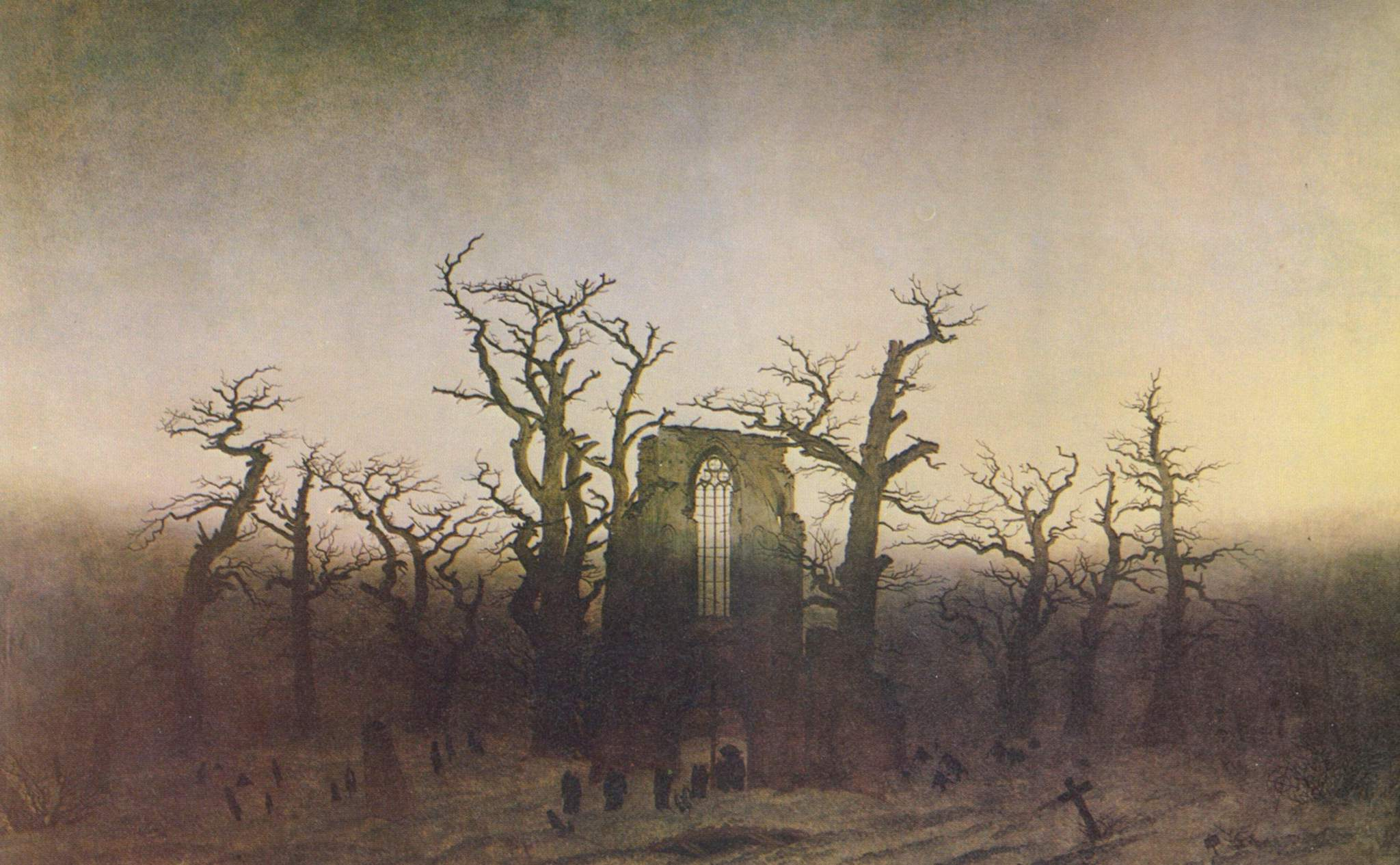
Abadia no Carvalhal (1809-10), Oléo sobre tela, 110×171 cm. Alte Nationalgalerie.

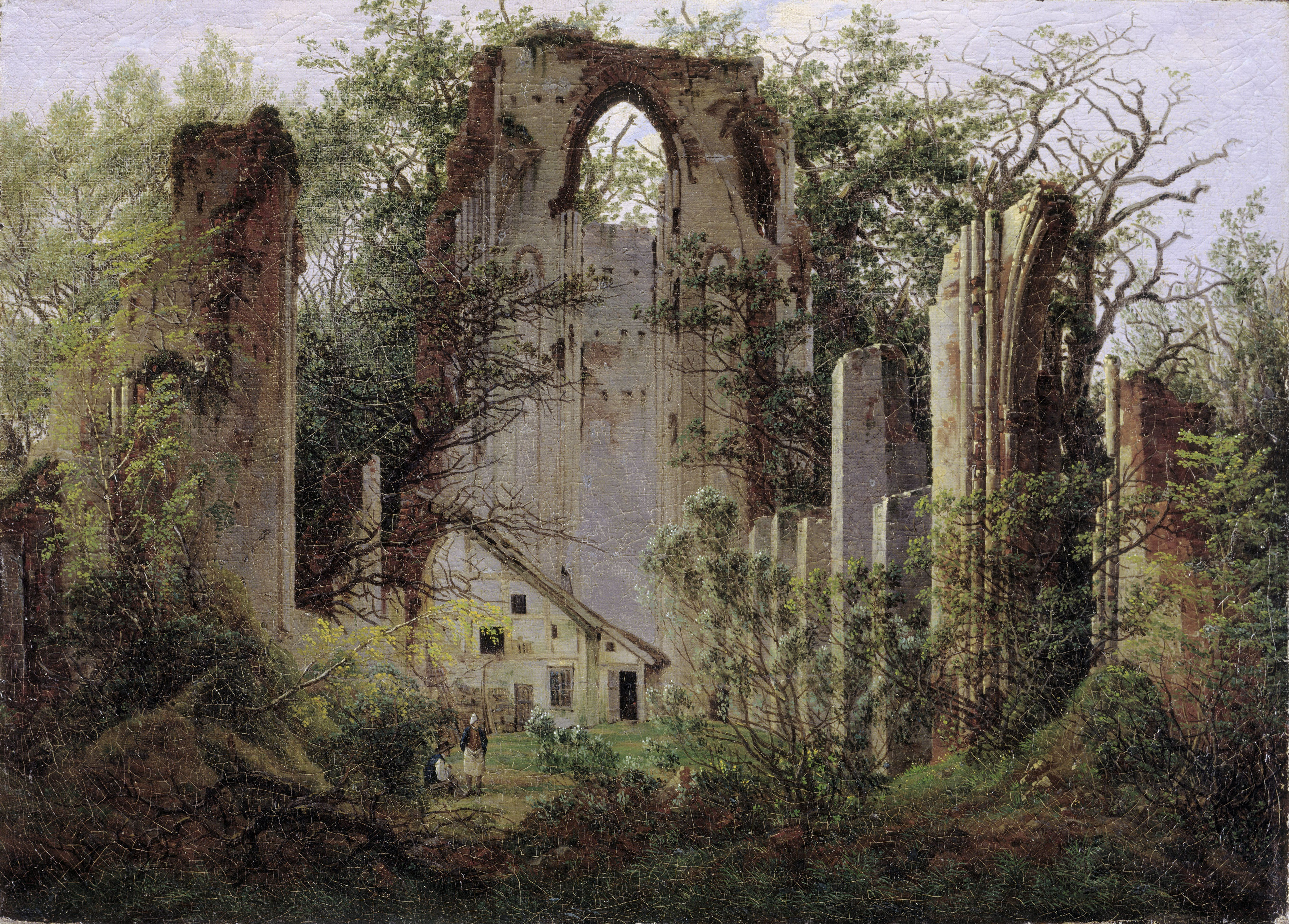
Ruínas de Eldena Perto de Greisfiswald (1825), Óleo sobre tela, 35x49cm. Alte Nationalgalerie.

A imagem apareceu no momento em que Friedrich teve seu primeiro sucesso de público e crítica com o polêmico Tetschener Altar. Embora a maioria de suas pinturas sejam paisagens, ele as planejava e as pintava em seu estúdio, Friedrich utilizava freqüentemente a técnica de en plein air, no qual selecionava os elementos que desejava engendrar em suas composições: por isso, A Abadia no Carvalhal baseia-se em estudos e esboços que ele fez nas ruínas na Abadia de Eldena, que também o inspirou em diversas outras pinturas (as mesmas árvores, ligeiramente alteradas em outras formas, podem ser percebidas em muitas de suas obras).
A Abadia de Eldena talvez tenha tido uma importância particular para Friedrich, pois foi destruída por tropas invasoras da Suécia durante a Guerra dos Trinta Anos, e mais tarde seus tijolos foram usados para construir fortificações. Nessa pintura, Friedrich estabelece um paralelismo entre as ações e a utilização das igrejas de Greifswald como quartéis, que ocupavam soldados franceses. Assim, o funeral retratado na tela se torna um símbolo do "sepultamento das esperanças que a Alemanha nutria sobre a ressurreição".
Friedrich provavelmente iniciou seu trabalho em cima do A Abadia no Carvalhal em Junho de 1809, após uma estada em Rügen, Neubrandenburg. Em setembro de 1810, pouco depois da exposição na Academia de Berlin, Carl Frederick Frommann escreveu que o sol e a meia-lua do quadro estavam inacabados.